# Тельвіска
Тельвиска (ненец. Тельвиска, рос. Тельвиска) — село у Заполярному районі Ненецького автономного округу Архангельської області Російської Федерації.
Населення становить 454 особи (2010). Входить до складу муніципального утворення Тельвисочна сільрада.

## Географія
Село розташоване на правому березі протоки Городецький шар річки Печора, на відстані 5 км вище по річці від міста Нар'ян-Мар.

## Історія
Село Тельвісочне було засновано в 1574 р.
В 1871 р. в Тельвісці народився священномученик Никодим (Кононов).
До 1920-их років населений пункт належав до Архангельської губернії.
В 1928 р. вийшла постанова про адміністративні центри Канінсько-Тіманського району Мезенського повіту і Тельвісочно-Самоїдського району Печорського повіту Архангельської губернії.
Після скасування в 1929 р. Печорського повіту Архангельської губернії, Тельвіска відійшла до Ненецького (Самоїдського) округу Північного краю, і стала його адміністративним центром.
20 грудня 1929 р. із Пустозерської волості і Тельвісочно-Самоїдського (Тельвісочно-Ненецького) району був утворений Пустозерський район  Ненецького (Самоїдського) округу Північного краю.
Постановою ВЦІК від 2 березня 1932 р. адміністративний центр Ненецького національного округа був перенесений з села Тельвісочного в робоче поселення Нар'ян-Мар.
В 1955 р. Нижньо-Печорський район в Ненецькому національному окрузі був ліквідований.
З 2005 р. Тельвіска є адміністративним центром сільського поселення «Тельвісочна сільрада» новоутвореного Заполярного району. Згідно із законом від 24 лютого 2005 року органом місцевого самоврядування є Тельвисочна сільрада.

## Населення
| 2002 | 2010 |
| ---- | ---- |
| 517  | ↘454 |

## Стільниковий зв'язок
Оператори стільникового зв'язку стандарту GSM: МегаФон, МТС, Білайн, Tele2, Yota.